# Тигерекский форпост
Тигирекский форпост — памятник военно-инженерного искусства, расположенный в селе Тигерек Краснощёковского района Алтайского края. 
Относится к Колывано-Кузнецкой оборонительной линии XVIII века. Был построен в 1765-1770 гг.

## Описание объекта
Выполненный из грунта четырёхугольный редут с небольшими бастионами. В отличие от большинства других укреплений Колыванской оборонительной линии, валы и бастионы Тигерекского форпоста до нашего времени сохранились, хорошо просматриваются, особенно с возвышенности.